# You Give Love a Bad Name
You Give Love a Bad Name – singel zespołu Bon Jovi wydany w 1986 za pośrednictwem wytwórni Mercury Records, pierwszy singel promujący album Slippery When Wet. Singel uplasował się na 1. miejscu listy przebojów Billboard Hot 100 29 listopada 1986. Utwór został sklasyfikowany na 20. miejscu listy 100 najlepszych hardrockowych piosenek wszech czasów według VH1. Teledysk do utworu jest kompilacją kolorowych wycinków materiałów koncertowych zespołu.
Autorem utworu był Desmond Child i pierwotnie, z innym tekstem i aranżacją został on nagrany przez Bonnie Tyler jako „If You were a Woman (And I Was a Man)”, ale ponieważ nie odniósł on większych sukcesów w USA, Child zmienił tekst i utwór wykonało Bon Jovi już jako „You Give Love a Bad Name”. 
Utwór został zawarty w grach komputerowych: Lego Rock Band, Guitar Hero On Tour: Decades i Guitar Hero 5. Piosenka pojawiła się w ścieżce dźwiękowej do serialu Jak poznałem waszą matkę.
Utwór był coverowany m.in. przez takich artystów jak: Bananarama, Atreyu, Mandaryna i Demi Lovato.

## Spis utworów
Sporządzono na podstawie materiału źródłowego.
1. „You Give Love a Bad Name”
2. „Let It Rock”
3. „Borderline"

## Pozycje na listach przebojów
| Lista                             | Pozycja |
| --------------------------------- | ------- |
| U.S. Billboard Hot 100            | 1       |
| U.S. Mainstream Rock Tracks       | 9       |
| UK Singles Chart                  | 14      |
| Nowa Zelandia (Recorded Music NZ) | 7       |
| Austria (Ö3 Austria Top 40)       | 25      |
| Holandia (MegaCharts)             | 2       |
| Szwecja (Sverigetopplistan)       | 14      |

## Wersja Mandaryny
You Give Love a Bad Name to drugi singel Mandaryny z jej drugiej płyty, Mandarynkowy sen. Piosenkarka przedstawiła utwór w całkiem nowej, tanecznej aranżacji. Teledysk do utworu miał swoją premierę 5 kwietnia 2005 roku.